# Flachkopf-Gebirgswühlmaus
Die Flachkopf-Gebirgswühlmaus (Alticola strelzowi) ist eine Nagetierart aus der Gattung der Gebirgswühlmäuse (Alticola). Sie kommt in Ostasien vom Altai im südlichen Russland und der nordwestlichen Mongolei sowie dem östlichen Kasachstan bis in den Norden des chinesischen Xinjiang vor.

## Merkmale
Die Flachkopf-Gebirgswühlmaus erreicht eine Kopf-Rumpf-Länge von 10,4 bis 13,5 Zentimeter mit einem Schwanz von 3,3 bis 4,7 Zentimeter Länge. Die Hinterfußlänge beträgt 19 bis 22 Millimeter, die Ohrlänge 14,5 bis 26 Millimeter. Das Rückenfell ist variabel, jedoch generell gräulich braun. Das Bauchfell ist weißlich grau. Der Schwanz ist vergleichsweise lang und in der Regel weiß, manchmal bräunlich weiß an der Oberseite. Die Oberseite der Füße ist weiß.
Der Schädel ist sehr flach gebaut und hat eine Gesamtlänge von 25,0 bis 30,0 Millimeter. Die Breite des Schädels ist größer als die Höhe.

## Verbreitung
Die Flachkopf-Gebirgswühlmaus kommt in Ostasien vom Altai im südlichen Russland und der nordwestlichen Mongolei sowie dem östlichen Kasachstan bis in den Norden des chinesischen Autonomen Gebiets Xinjiang vor. Die Höhenverbreitung reicht von 400 bis 3000 Meter.

## Lebensweise
Die Flachkopf-Gebirgswühlmaus lebt vor allem in steinigen bis felsigen Flächen und erodierenden Felsenbereichen mit engen Spalten und Höhlen. Am Eingang des Baus, der in Felsspalten liegt, türmen die Tiere Steinhaufen und Pflanzenmaterial auf. Sie sind tagaktiv und ernähren sich primär herbivor von Pflanzenteilen wie Gräsern und Samen. In den Felsspalten legen die Tiere Vorratslager vor den Winter an.
Während der Fortpflanzungszeit können die Weibchen in China drei Würfe haben, wobei Muttertiere mit 7 bis 11 Embryonen dokumentiert sind. In nördlicheren Bereichen des Verbreitungsgebietes kommen zwei Würfe mit jeweils 5 bis 7 Jungtieren vor.

## Systematik
Die Flachkopf-Gebirgswühlmaus wird als eigenständige Art innerhalb der Gattung der Gebirgswühlmäuse (Alticola) eingeordnet, die aus zwölf Arten besteht. Die wissenschaftliche Erstbeschreibung stammt von dem ukrainischen Naturforscher Mykola Feofanowytsch Kaschtschenko aus dem Jahr 1899, der die Art anhand von Individuen aus dem Gebiet um den Tenigasee in der Region Altai im südlichen Russland beschrieb. Innerhalb der Gebirgswühlmäuse wird die Art in der Regel in die eigene Untergattung Platycranius eingeordnet.

## Status, Bedrohung und Schutz
Die Flachkopf-Gebirgswühlmaus wird von der International Union for Conservation of Nature and Natural Resources (IUCN) als nicht gefährdet (Least concern) eingeordnet. Begründet wird dies mit dem sehr großen Verbreitungsgebiet und den angenommenen großen Beständen der Art. Zu den Bestandszahlen liegen keine Informationen vor, im Verbreitungsgebiet der Art sind keine bestandsgefährdenden Risiken bekannt. Lokal könnten Waldbrände eine Gefährdung für lokale Populationen sein.

## Belege
1. 1 2 3 4 5  Darrin Lunde, Andrew T. Smith: Flat-Headed Mountain Vole. In: Andrew T. Smith, Yan Xie: A Guide to the Mammals of China. Princeton University Press, Princeton NJ 2008, ISBN 978-0-691-09984-2, S. 218.
2. 1 2 3 4 5 6  Alticola strelzowi in der Roten Liste gefährdeter Arten der IUCN 2016.2. Eingestellt von: N. Batsaikhan, D. Tinnin, S. Shar, D. Avirmed, D. Usukhjargal, 2008. Abgerufen am 25. September 2016.
3. 1 2  Alticola (Platycranius) strelzowi. In: Don E. Wilson, DeeAnn M. Reeder (Hrsg.): Mammal Species of the World. A taxonomic and geographic Reference. 2 Bände. 3. Auflage. Johns Hopkins University Press, Baltimore MD 2005, ISBN 0-8018-8221-4.